# Amtsgericht Querfurt
Das Amtsgericht Querfurt war ein Gericht der ordentlichen Gerichtsbarkeit in Querfurt.

## Geschichte
Von 1849 bis 1879 bestand in Querfurt das Kreisgericht Querfurt. Im Rahmen der Reichsjustizgesetze wurden reichsweit einheitlich Oberlandes-, Land- und Amtsgerichte gebildet. Das königlich preußische Amtsgericht Querfurt wurde mit Wirkung zum 1. Oktober 1879 als eines von 15 Amtsgerichten im Bezirk des Landgerichtes Naumburg im Bezirk des Oberlandesgerichtes Naumburg gebildet. Der Sitz des Gerichtes war die Stadt Querfurt. Sein Gerichtsbezirk umfasste den Landkreis Querfurt außer den Teilen, die den Amtsgerichten Freyburg, Mücheln und Nebra zugeordnet waren. Am Gericht bestanden 1880 zwei Richterstellen. Das Amtsgericht war damit ein mittelgroßes Amtsgericht im Landgerichtsbezirk. Gerichtstage wurden in Bottendorf gehalten.
Im Zweiten Weltkrieg wurde das Amtsgericht Wiehe 1943 zunächst in eine Zweigstelle des Amtsgerichtes Querfurt umgewandelt und diese 1945 geschlossen. Nach dem Zweiten Weltkrieg wurden die Länder der SBZ neu zugeschnitten und dabei auch die Zuordnungen der Amtsgerichte angepasst. Das Amtsgericht Querfurt kam damit zum Landgericht Halle.
Im Jahre 1952 wurden in der DDR die Amtsgerichte aufgehoben und Kreisgerichte gebildet. Querfurt kam zum Kreis Querfurt, entsprechend entstand das Kreisgericht Querfurt im Sprengel des Bezirksgerichts Halle. Nach dem Zusammenbruch der DDR entstand mit dem Gerichtsorganisationsgesetz von Sachsen-Anhalt das Amtsgericht Querfurt neu. Am 1. Juni 2000 wurde es aufgehoben.

## Gerichtsgebäude
Das Amtsgerichtsgebäude (Vor dem Nebraer Tor 1) steht unter Denkmalschutz.